# نهائي كأس ألمانيا 2003
نهائي كأس ألمانيا 2003 هي المباراة النهائية من منافسة كأس ألمانيا 2002–03، أقيمت المباراة في 31 مايو 2003، في الملعب الأولمبي، بين فريقي بايرن ميونخ، ونادي كايزرسلاوترن، وفاز فيها بايرن ميونخ، بعد أن هزم نادي كايزرسلاوترن، بنتيجة 3 - 1، وكان حكم المباراة Lutz Michael Fröhlich ‏، وحضر المباراة 70490 شخصاً.

## تفاصيل المباراة
لعبت المباراة النهائية في 31 مايو 2003.
| بايرن ميونخ                                                       | 3 -1 | نادي كايزرسلاوترن   |
| ----------------------------------------------------------------- | ---- | ------------------- |
| مايكل بالاك 3 ' · مايكل بالاك 10 ' (ركلة.) · كلاوديو بيتزارو 50 ' |      | ميروسلاف كلوزه 79 ' |